# 特沃里希诺农村居民点
特沃里希诺农村居民点（俄语：Творишинское сельское поселение）是俄罗斯联邦布良斯克州戈尔杰耶夫卡区所属的一个农村居民点。其下辖有9个居民点，行政中心为特沃里希诺。据2015年统计，该农村居民点的人口为1532人。